# Torneo de Repesca para la Copa Mundial Femenina de Fútbol de 2023
El Torneo de Repesca para la Copa Mundial Femenina de Fútbol de 2023™ (en inglés: 2023 FIFA Women's World Cup Play-off Tournament) fue un torneo eliminatorio que se disputó en Nueva Zelanda, coanfitrión de la Copa Mundial Femenina de Fútbol de 2023 y clasificó a los 3 últimos equipos para disputar la Copa Mundial. Participaron 10 equipos provenientes de las 6 confederaciones.

## Antecedentes
Originalmente la realización de la Copa Mundial Femenina de Fútbol de 2023 incluía los derechos para organizar la Copa Mundial Femenina de Fútbol Sub-20 de 2022, sin embargo la pandemia de Covid-19 obligó a la FIFA a cancelar todos los torneos internacionales de 2020 a 2021. 
Tras la cancelación de la Copa Mundial Femenina Sub-20 de 2020, el Consejo de la FIFA decidió otorgar la organización de la edición de 2022 al país que no la pudo organizar en 2020; Costa Rica, dejando a Australia y a Nueva Zelanda sin posibilidad de organizar el Mundial Femenil Sub-20 en 2022.
Por este motivo se ha creado un torneo eliminatorio de repechaje para la Copa Mundial Femenina. Las eliminatorias servirán para Australia y Nueva Zelanda como ensayo general de la Copa Mundial Femenina de la FIFA 2023™

## Clasificación
Participarán 10 equipos que han logrado un cupo en el repechaje mediante su desempeño dentro de su confederación.
- Cupos disponibles para participar en la Repesca Intercontinental de 2023:
  - AFC: 2 cupos
  - CAF: 2 cupos
  - Concacaf: 2 cupos
  - Conmebol: 2 cupos
  - OFC: 1 cupo
  - UEFA: 1 cupo.

### Torneos clasificatorios
| Competición                                                 | Sede      | Método de clasificación             | Clasificados       |
| ----------------------------------------------------------- | --------- | ----------------------------------- | ------------------ |
| Copa Asiática Femenina de la AFC 2022                       | India     | 2° lugar de la repesca de la AFC    | China Taipéi       |
| Copa Asiática Femenina de la AFC 2022                       | India     | 3° lugar de la repesca de la AFC    | Tailandia          |
| Copa Africana de Naciones Femenina 2022                     | Marruecos | Ganadores de la repesca de la CAF   | Camerún            |
| Copa Africana de Naciones Femenina 2022                     | Marruecos | Ganadores de la repesca de la CAF   | Senegal            |
| Campeonato Concacaf W 2022                                  | México    | 3° lugar del Grupo A (Torneo final) | Haití              |
| Campeonato Concacaf W 2022                                  | México    | 3° lugar del Grupo B (Torneo final) | Panamá             |
| Copa América Femenina 2022                                  | Colombia  | 4° lugar (Fase final)               | Paraguay           |
| Copa América Femenina 2022                                  | Colombia  | 5° lugar (Fase final)               | Chile              |
| Campeonato Femenino de la OFC 2022                          | Fiyi      | Campeón                             | Papúa Nueva Guinea |
| Clasificación de UEFA para la Copa Mundial Femenina de 2023 | Europa    | 3° lugar de la Ronda 2 de Play-offs | Portugal           |

## Formato de competición
Las cabezas de serie de los 3 grupos del torneo serán las 4 selecciones mejor situadas en la última Clasificación Mundial Femenina FIFA/Coca-Cola que se publique antes del sorteo de las eliminatorias, con un máximo de una selección por confederación.
- Grupo A:
conformado por tres equipos, la cabeza de serie #1 (Portugal) se enfrentará por una plaza en la Copa Mundial Femenina de la FIFA™ a la ganadora de la eliminatoria entre las otras dos selecciones que no figuren como cabezas de serie del grupo.
- Grupo B:
conformado por tres equipos, la cabeza de serie #2 (Chile) se enfrentará por una plaza en la Copa Mundial Femenina de la FIFA™ a la ganadora de la eliminatoria entre las otras dos selecciones que no figuren como cabezas de serie del grupo.
- Grupo C:
conformado por cuatro equipos, las cabezas de serie #3 (China Taipéi) y #4 (Papúa Nueva Guinea) se enfrentarán a las dos selecciones que no figuren como cabezas de serie del grupo, y las dos ganadoras de estos partidos se disputarán a continuación la última plaza para la Copa Mundial Femenina de la FIFA™.

Las selecciones representantes de la misma confederación no podrán quedar encuadradas en un mismo grupo. El sorteo determinará la conformación de los 3 grupos.

## Equipos participantes
Diez equipos participarán en el torneo clasificatorio.
Nueva Zelanda y Argentina (anfitrión e invitado respectivamente) disputarán partidos amistosos.
| Equipos participantes | Equipos participantes | Equipos participantes | Equipos participantes |
| --------------------- | --------------------- | --------------------- | --------------------- |
| Argentina             | China Taipéi          | Panamá                | Portugal              |
| Camerún               | Haití                 | Papúa Nueva Guinea    | Senegal               |
| Chile                 | Nueva Zelanda         | Paraguay              | Tailandia             |

### Sorteo
El sorteo se realizó el 14 de octubre de 2022 a las 12:00 (CET).
Los bombos y las posiciones fueron ordenadas de acuerdo a la clasificación mundial femenina de la FIFA publicada el 13 de octubre de 2022, sin que dos equipos de la misma confederación puedan ser cabezas de serie.
Los equipos de la misma confederación no podrán quedar encuadrados en el mismo grupo.
| Bombo 1 Cabezas de Serie                                                                           | Bombo 2                                                                       |
| -------------------------------------------------------------------------------------------------- | ----------------------------------------------------------------------------- |
| 1. Portugal (23) (A1) 2. Chile (38) (B1) 3. China Taipéi (40) (C1) 4. Papúa Nueva Guinea (50) (C2) | Tailandia (41) Paraguay (51) Haití (56) Panamá (57) Camerún (58) Senegal (84) |

## Sedes
Las sedes fueron confirmadas por la FIFA el 4 de julio de 2022.
| Estadio North Harbour | Estadio Waikato   |
| Capacidad: 25,000     | Capacidad: 25,800 |
|                       |                   |

## Torneo de repesca intercontinental
La FIFA publicó el calendario oficial de partidos el 4 de julio de 2022.

- Todos los horarios corresponden a la hora local de Nueva Zelanda (UTC+12).

### Grupo A
|  | Repechaje | Repechaje |         |   | Final | Final |  |
|  |           |           |         |   |       |       |  |
|  |           |           |         |   |       |       |  |
|  |           |           |         |   |       |       |  |
|  |           |           |         |   |       |       |  |
|  |           |           |         |   |       |       |  |
|  |           | Portugal  | 2       |   |       |       |  |
|  |           |           | 2       |   |       |       |  |
|  |           |           | Camerún | 1 |       |       |  |
|  | Camerún   | 2         | Camerún | 1 |       |       |  |
|  | Camerún   | 2         |         |   |       |       |  |
|  | Tailandia | 0         |         |   |       |       |  |
|  | Tailandia | 0         |         |   |       |       |  |
|  |           |           |         |   |       |       |  |

#### Repechaje
| 18 de febrero de 2023 | Camerún          | 2:0 (0:0) | Tailandia | Estadio Waikato, Hamilton                                                     |                                                                               |
| 19:00 (UTC+13)        | Onguéné 79', 81' | Reporte   |           | Asistencia: 1021 espectadores Árbitra: Melissa Borjas VAR: Carol-Anne Chenard | Asistencia: 1021 espectadores Árbitra: Melissa Borjas VAR: Carol-Anne Chenard |

#### Final
| 22 de febrero de 2023 | Portugal                          | 2:1 (1:0) | Camerún    | Estadio Waikato, Hamilton                                                |                                                                          |
| 19:30 (UTC+13)        | Gomes 22' · C. Costa 90+4' (pen.) | Reporte   | Nchout 89' | Asistencia: 1132 espectadores Árbitra: Casey Reibelt VAR: Tatiana Guzmán | Asistencia: 1132 espectadores Árbitra: Casey Reibelt VAR: Tatiana Guzmán |

### Grupo B
|  | Repechaje | Repechaje |       |   | Final | Final |  |
|  |           |           |       |   |       |       |  |
|  |           |           |       |   |       |       |  |
|  |           |           |       |   |       |       |  |
|  |           |           |       |   |       |       |  |
|  |           |           |       |   |       |       |  |
|  |           | Chile     | 1     |   |       |       |  |
|  |           |           | 1     |   |       |       |  |
|  |           |           | Haití | 2 |       |       |  |
|  | Senegal   | 0         | Haití | 2 |       |       |  |
|  | Senegal   | 0         |       |   |       |       |  |
|  | Haití     | 4         |       |   |       |       |  |
|  | Haití     | 4         |       |   |       |       |  |
|  |           |           |       |   |       |       |  |

#### Repechaje
| 18 de febrero de 2023 | Senegal | 0:4 (0:1) | Haití                                           | Estadio North Harbour, Auckland                                        |                                                                        |
| 14:00 (UTC+13)        |         | Reporte   | K. Louis 45' · Mondésir 55' · Borgella 64', 66' | Asistencia: 925 espectadores Árbitra: Kateryna Monzul VAR: Shaun Evans | Asistencia: 925 espectadores Árbitra: Kateryna Monzul VAR: Shaun Evans |

#### Final
| 22 de febrero de 2023 | Chile        | 1:2 (0:1) | Haití                 | Estadio North Harbour, Auckland                                           |                                                                           |
| 14:00 (UTC+13)        | Rojas 90+11' | Reporte   | Dumornay 45+1', 90+8' | Asistencia: 1157 espectadores Árbitra: Salima Mukansanga VAR: Shaun Evans | Asistencia: 1157 espectadores Árbitra: Salima Mukansanga VAR: Shaun Evans |

### Grupo C
|  | Repechaje          | Repechaje |        |          | Final | Final |  |
|  |                    |           |        |          |       |       |  |
|  |                    |           |        |          |       |       |  |
|  | China Taipéi       | 2 (2)     |        |          |       |       |  |
|  | China Taipéi       | 2 (2)     |        |          |       |       |  |
|  | Paraguay (p.)      | 2 (4)     |        |          |       |       |  |
|  | Paraguay (p.)      | 2 (4)     |        | Paraguay | 0     |       |  |
|  |                    |           |        | Paraguay | 0     |       |  |
|  |                    |           | Panamá | 1        |       |       |  |
|  | Papúa Nueva Guinea | 0         | Panamá | 1        |       |       |  |
|  | Papúa Nueva Guinea | 0         |        |          |       |       |  |
|  | Panamá             | 2         |        |          |       |       |  |
|  | Panamá             | 2         |        |          |       |       |  |
|  |                    |           |        |          |       |       |  |

#### Repechaje
| 19 de febrero de 2023 | China Taipéi                                                  | 2:2 (2:2, 1:0) (t. s.)(2:4 p.) | Paraguay                                    | Estadio Waikato, Hamilton                                                   |                                                                             |
| 14:00 (UTC+13)        | Lai Li-chin 21' · Su Sin-yun 75'                              | Reporte                        | Quintana 80' · Chamorro 81'                 | Asistencia: 804 espectadores Árbitra: Salima Mukansanga VAR: Tatiana Guzmán | Asistencia: 804 espectadores Árbitra: Salima Mukansanga VAR: Tatiana Guzmán |
|                       |                                                               | Tiros desde el punto penal     |                                             |                                                                             |                                                                             |
|                       | - Lai Li-chin - Zhou Li-ping - Lee Hsiu-chin - Pao Hsin-hsuan |                                | - Quintana - Gauto - M. Martínez - Chamorro |                                                                             |                                                                             |

| 19 de febrero de 2023 | Papúa Nueva Guinea | 0:2 (0:1) | Panamá               | Estadio North Harbour, Auckland                                          |                                                                          |
| 19:00 (UTC+13)        |                    | Reporte   | Cox 12' · Tanner 63' | Asistencia: 746 espectadores Árbitra: Casey Reibelt VAR: Salomé Di Iorio | Asistencia: 746 espectadores Árbitra: Casey Reibelt VAR: Salomé Di Iorio |

#### Final
| 23 de febrero de 2023 | Paraguay | 0:1 (0:0) | Panamá        | Estadio Waikato, Hamilton                             |                                                       |
| 14:00 (UTC+13)        |          | Reporte   | L. Cedeño 75' | Asistencia: 476 espectadores Árbitra: Kateryna Monzul | Asistencia: 476 espectadores Árbitra: Kateryna Monzul |

## Estadísticas

### Goleadoras
| Jugadora          | Selección    | Goles |
| ----------------- | ------------ | ----- |
| Roselord Borgella | Haití        | 2     |
| Melchie Dumornay  | Haití        | 2     |
| Gabrielle Onguéné | Camerún      | 2     |
| Lineth Cedeño     | Panamá       | 1     |
| Lice Chamorro     | Paraguay     | 1     |
| Carole Costa      | Portugal     | 1     |
| Marta Cox         | Panamá       | 1     |
| Diana Gomes       | Portugal     | 1     |
| Lai Li-chin       | China Taipéi | 1     |
| Kethna Louis      | Haití        | 1     |
| Nérilia Mondésir  | Haití        | 1     |
| Ajara Nchout      | Camerún      | 1     |
| Dulce Quintana    | Paraguay     | 1     |
| María José Rojas  | Chile        | 1     |
| Su Sin-yun        | China Taipéi | 1     |
| Riley Tanner      | Panamá       | 1     |

## Partidos amistosos
| 17 de febrero de 2023 | Nueva Zelanda | 0:5 (0:2) | Portugal                                                             | Estadio Waikato, Hamilton                                                           |                                                                                     |
| 19:00 (UTC+13)        |               | Reporte   | J. Silva 17' · Do. Silva 42' (pen.) · Capeta 63', 69' · T. Pinto 79' | Asistencia: 3788 espectadores Árbitra: Emikar Calderas VAR: Daiane Muniz dos Santos | Asistencia: 3788 espectadores Árbitra: Emikar Calderas VAR: Daiane Muniz dos Santos |

| 17 de febrero de 2023 | Argentina                                                               | 4:0 (1:0) | Chile | Estadio North Harbour, Auckland                       |                                                       |
| 19:30 (UTC+13)        | Stábile 40' · Larroquette 49' (pen.) · Rodríguez 71' · Bonsegundo 90+3' | Reporte   |       | Árbitra: Anna-Marie Keighley VAR: Muhammad Bin Jahari | Árbitra: Anna-Marie Keighley VAR: Muhammad Bin Jahari |

| 20 de febrero de 2023 | Nueva Zelanda | 0:2 (0:1) | Argentina                     | Estadio Waikato, Hamilton                                               |                                                                         |
| 19:00 (UTC+13)        |               | Reporte   | Larroquette 17' · Cometti 90' | Asistencia: 3622 espectadores Árbitra: Lara Lee VAR: Carol-Anne Chenard | Asistencia: 3622 espectadores Árbitra: Lara Lee VAR: Carol-Anne Chenard |

| 21 de febrero de 2023 | Tailandia     | 1:1 (1:0) | Senegal             | Estadio Waikato, Hamilton                             |                                                       |
| 19:00 (UTC+13)        | Jinantuya 17' | Reporte   | Diakhaté 67' (pen.) | Árbitra: Emikar Calderas VAR: Daiane Muniz dos Santos | Árbitra: Emikar Calderas VAR: Daiane Muniz dos Santos |

| 23 de febrero de 2023 | China Taipéi                                                                                      | 5:0 (3:0) | Papúa Nueva Guinea | Estadio North Harbour, Auckland |                                 |
| 13:00 (UTC+13)        | Chen Yen-ping 29' · Pao Hsin-hsuan 34' · Su Yu-hsuan 37' · Ting Chia-ying 65' · Lee Hsiu-chin 76' | Reporte   |                    | Árbitro(s): Anna-Marie Keighley | Árbitro(s): Anna-Marie Keighley |

| 23 de febrero de 2023 | Nueva Zelanda | 0:1 (0:0) | Argentina       | Estadio North Harbour, Auckland |                            |
| 19:00 (UTC+13)        |               | Reporte   | Larroquette 77' | Árbitro(s): Tatiana Guzmán      | Árbitro(s): Tatiana Guzmán |

## Premios y reconocimientos
| Jugadora del partido | Jugadora del partido | Jugadora del partido | Jugadora del partido | Jugadora del partido | Jugadora del partido |
| Jugadora             | Partido              | Jugadora             | Partido              | Jugadora             | Partido              |
| -------------------- | -------------------- | -------------------- | -------------------- | -------------------- | -------------------- |
| Ana Capeta           | 0:5                  | Alicia Bobadilla     | 2:2 (2:4)            | Melchie Dumornay     | 1:2                  |
| Florencia Bonsegundo | 4:0                  | Marta Cox            | 0:2                  | Tatiana Pinto        | 2:1                  |
| Roselord Borgella    | 0:4                  | Mariana Larroquette  | 0:2                  | Lee Hsiu-chin        | 5:0                  |
| Gabrielle Onguéné    | 2:0                  | Phornphirun Philawan | 1:1                  | Lineth Cedeño        | 0:1                  |
|                      |                      |                      |                      | Mariana Larroquette  | 0:1                  |

## Clasificadas alMundial de Australia/Nueva Zelanda 2023
| Bandera de Portugal  | Bandera de Haití     | Bandera de Panamá    |
| Portugal             | Haití                | Panamá               |
| Ganador Grupo A      | Ganador Grupo B      | Ganador Grupo C      |
| Clasificado: 22/2/23 | Clasificado: 22/2/23 | Clasificado: 23/2/23 |

## Derechos de transmisión
- FIFA+ (en los países donde no hubo transmisión televisiva)
- TV Pública
- Chilevisión/Pluto TV
- Telemundo (En Español)
- RPC TV
- SNT